# Клаудія Франсуаза Лотаринзька
Клаудія Франсуаза Лотаринзька (фр. Claude Françoise de Lorraine, 6 жовтня 1612 — 2 серпня 1648) — принцеса Лотарингії з Лотаринзького дому, донька герцога Лотарингії Генріха II та мантуанської принцеси Маргарити Гонзага, дружина герцога Лотарингії Ніколя II Франсуа.

## Біографія
Клаудія Франсуаза народилась 6 жовтня 1612 року в герцогському палаці Нансі. Вона стала другою дитиною та другою донькою в родині герцога Лотарингії Генріха II та його другої дружини Маргарити Гонзага. Дівчинка мала старшу сестру Ніколь.

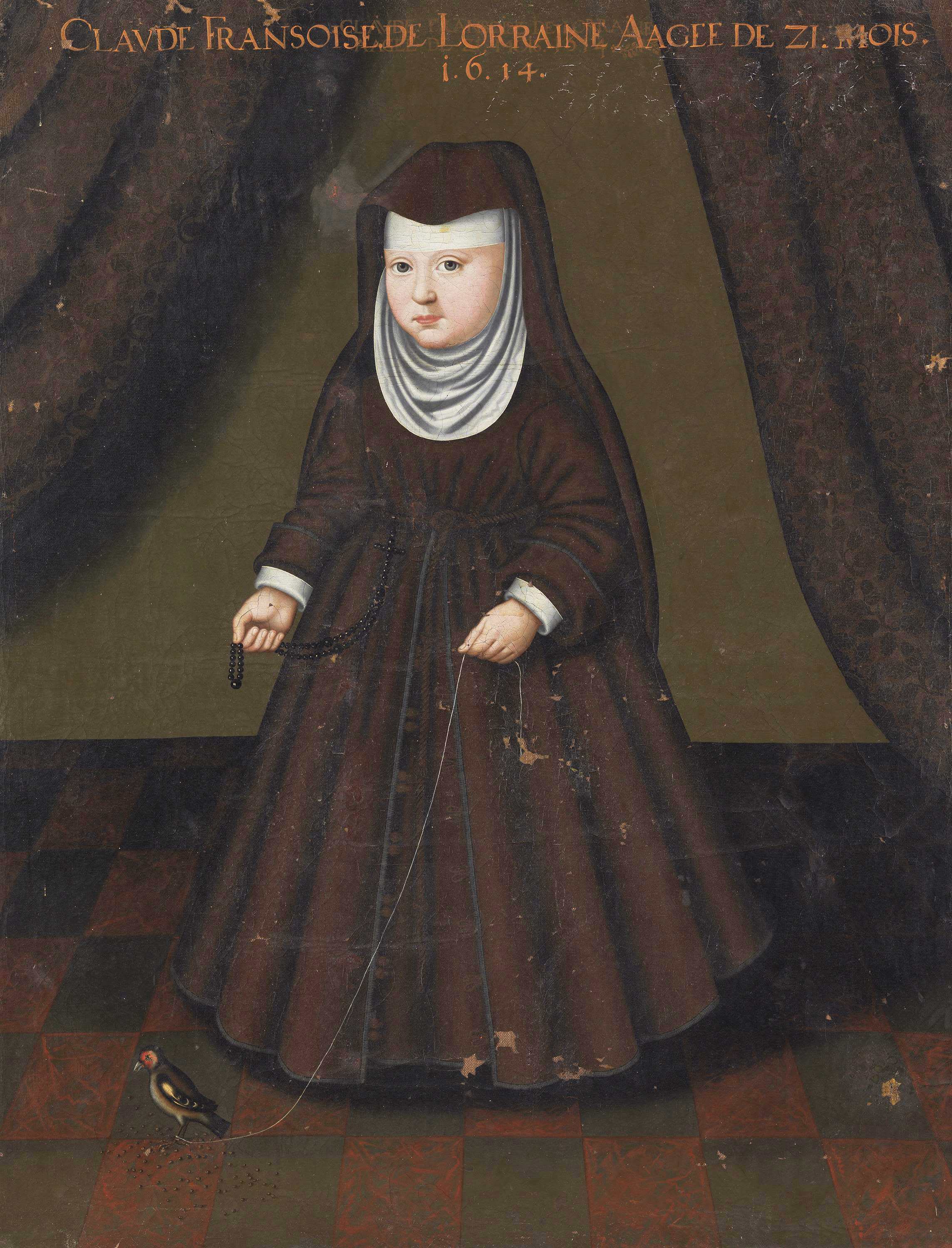
Портрет Клаудії (Клод) в 1614 році

Батька не стало, коли їй було 11. Спадкоємця чоловічої статі він не залишив і сподівався передати герцогство старшій доньці із чоловіком, Карлом Лотаринзьким. Однак, права на престол висунув молодший брат Генріха II — Франсуа, що, водночас був батьком Карла Лотаринзького. Генеральні штати Лотарингії задовольнили його вимогу у листопаді 1625. За кілька днів після цього він зрікся трону на користь сина. Таким чином, Карл відсторонив дружину від влади. Це значно погіршило стосунки із сусідньою Францією.
Невдоволений і подальшою політикою в сусідній державі, у вересні 1633 року французький король Людовик XIII ввів свої війська до Лотарингії. Карл був змушений зректися трону на користь молодшого брата — Ніколя Франсуа. Той з дитинства обрав релігійну кар'єру і вже був кардиналом. Він відправив Папі Римському листа, в якому пояснював, що змушений скласти сан, і, вже за місяць після зречення Карла, побрався із Клаудією Франсуазою. Поспіх був обумовлений тим, що в Лотарингії не діяв салічний закон, а оскільки принцеса була законною спадкоємицею, то могла вийти заміж за іноземця й дім де Водемон втратив би права на володіння герцогством.
Весілля відбулося 18 лютого 1634 року у Люневілі. Нареченій був 21 рік, нареченому —24.
Вже навесні 1634 року Лотарингія була знову окупована французами. Герцогська родина взята під домашній арешт в Нансі. 1 квітня 1634 року Клаудії Франсуазі та Ніколя Франсуа вдалося дістатися Франш-Конте, що була тоді іспанською територією. Згодом вони переїхали до Флоренції, де правив їхній небіж Фердинандо II та жила літня тітка, Крістіна Лотаринзька, вдовіюча велика герцогиня Тоскани. У серпні 1636 року пара прибула до Мюнхена, де царював Максиміліан I Баварський, що також доводився їм родичем через свою матір Ренату Лотаринзьку. Нарешті, подружжя влаштувалося при імператорському дворі у Відні, де у 1639 році народився їхній первісток. Всього подружжя було п'ятеро дітей.
Невдовзі після народження молодших дівчаток-двійнят Клаудія Франсуаза пішла з життя у Відні. Похована у церкві Сен-Франсуа-де-Кордельєр в Нансі.

## Родина

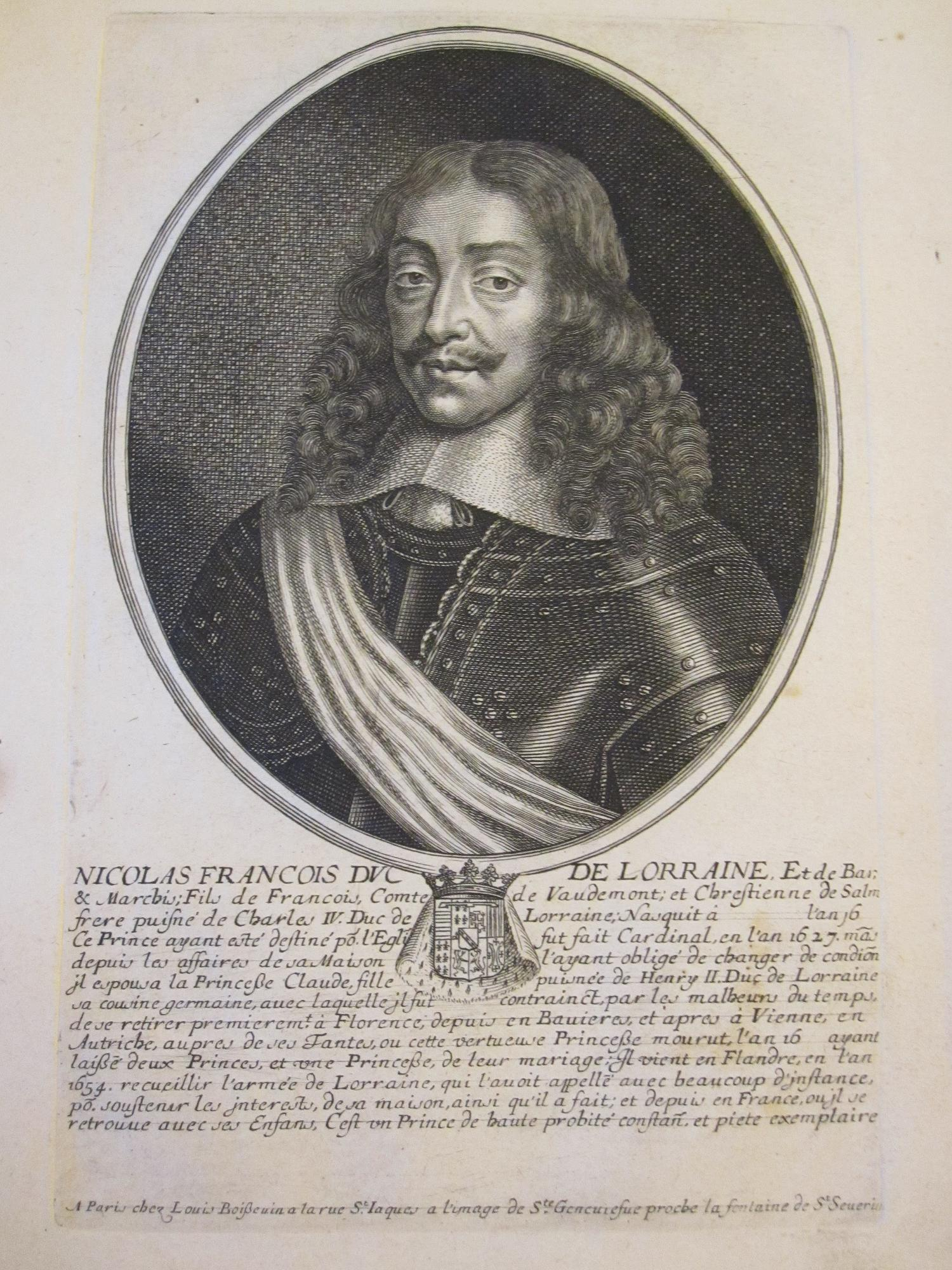
Ніколя Франсуа Лотаринзький

Чоловік — Ніколя Франсуа Лотаринзький
Дітиː
- Фердинанд Філіп (1639—1659) — Suo jure герцог де Бар, помер у 19 років бездітним та неодруженим;
- Карл Леопольд (1643—1690) — герцог Лотарингії у 1675—1690 роках, був одруженим з Елеонорою Марією Австрійською, мав шестеро дітей;
- Анна Елеонора (1645—1648) пішла з життя в дитячому віці;
- Анна Марія Тереза (1648—1661) — настоятелька Ромберзького монастиря в Ремірмоні;
- Марія Анна (1648—?).